# Carlos Alberto Rodrigues Gavião
Carlos Alberto Rodrigues Gavião (Itaquí, Brasil, 2 de febrero de 1980) es un exfutbolista y entrenador de fútbol brasileño que se desempeñaba como centrocampista. 
Jugó para clubes como el Grêmio, Júbilo Iwata, Santos, Esportivo, Duque de Caxias, Canoas, Pelotas, Vila Nova y Criciúma.

## Trayectoria

### Clubes
| Club            | País   | Año         |
| --------------- | ------ | ----------- |
| Grêmio          | Brasil | 1998 - 2003 |
| Júbilo Iwata    | Japón  | 2004        |
| Santos          | Brasil | 2005        |
| Esportivo       | Brasil | 2007        |
| Duque de Caxias | Brasil | 2007        |
| Canoas          | Brasil | 2008        |
| Pelotas         | Brasil | 2009        |
| Vila Nova       | Brasil | 2010        |
| Criciúma        | Brasil | 2010        |
| Pelotas         | Brasil | 2011        |